# Paul Pelliot
Paul Pelliot (Parigi, 28 maggio 1878 – Parigi, 26 ottobre 1945) è stato un linguista, sinologo ed esploratore francese.

## Inizi
In un primo momento, avendo deciso di intraprendere la carriera diplomatica, iniziò lo studio del cinese presso l'École des Langues Orientales Vivantes sotto la guida di due famosi orientalisti, Sylvain Lévi ed Édouard Chavannes.
Nel 1900 Pelliot si trasferì ad Hanoi per svolgere l'attività di ricercatore presso la École Française d'Extrême-Orient. Nello stesso anno venne inviato a Pechino con l'incarico di acquistare libri per la biblioteca  dell'École. Durante il suo soggiorno scoppiò la Ribellione dei Boxer e rimase intrappolato dall'assedio delle legazioni estere. In questa occasione, Pelliot riuscì a portare a termine due incursioni in territorio nemico – nella prima sortita catturò un vessillo dei rivoltosi mentre nella seconda riuscì ad avere della frutta fresca per gli assediati.  Al suo ritorno ad Hanoi venne insignito della Legion d’onore per il coraggio dimostrato a Pechino. All'età di 22 anni, Pelliot ottenne la nomina a professore presso l'École. In seguito fece parte del corpo docente presso il Collège de France. Nel 1904 Pelliot tornò in Francia per rappresentare l'École al 14º Congresso internazionale degli Orientalisti che doveva tenersi ad Algeri nel 1905. Durante il soggiorno in Francia, Pelliot venne scelto per guidare una spedizione archeologica nel Turkestan cinese

## La spedizione

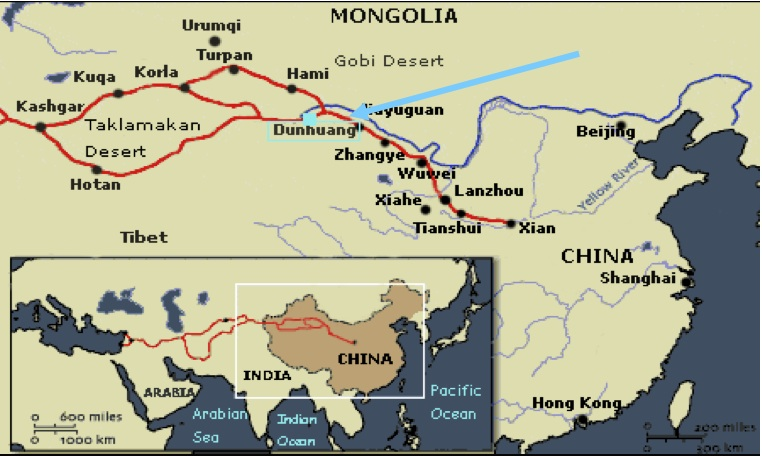
Mappa della Missione Pelliot

Il 15 giugno 1906, Pelliot partì da Parigi insieme al Dr. Louis Vaillant, ufficiale medico dell'Armée de terre, e al fotografo Charles Nouette. Durante il viaggio in treno, a Samarcanda, Pelliot fece la conoscenza del Barone Carl Gustaf Emil Mannerheim, colonnello dell'esercito imperiale russo. Pelliot acconsentì a fornire all'ufficiale, che si presentava come un etnografo. il permesso di aggregarsi alla spedizione. Mannerheim, in effetti, stava svolgendo una missione segreta per lo zar Nicola II di Russia con lo scopo di raccogliere informazioni sulla riforma e le modernizzazioni introdotte in Cina dalla Dinastia Qing. Lo Zar stava valutando la possibilità di una invasione russa nella Cina occidentale. Mannerheim rappresentava l'ultimo agente zarista nel cosiddetto Grande gioco, la lotta strisciante in atto fra Russia e Gran Bretagna per il controllo dei territori dell'Asia centrale. La vignetta riportata qui a destra, risalente all'epoca della seconda guerra anglo-afghana, ben rappresenta il ruolo dei paesi asiatici, stretti tra le ambizioni dell'orso russo e quelle del leone britannico.

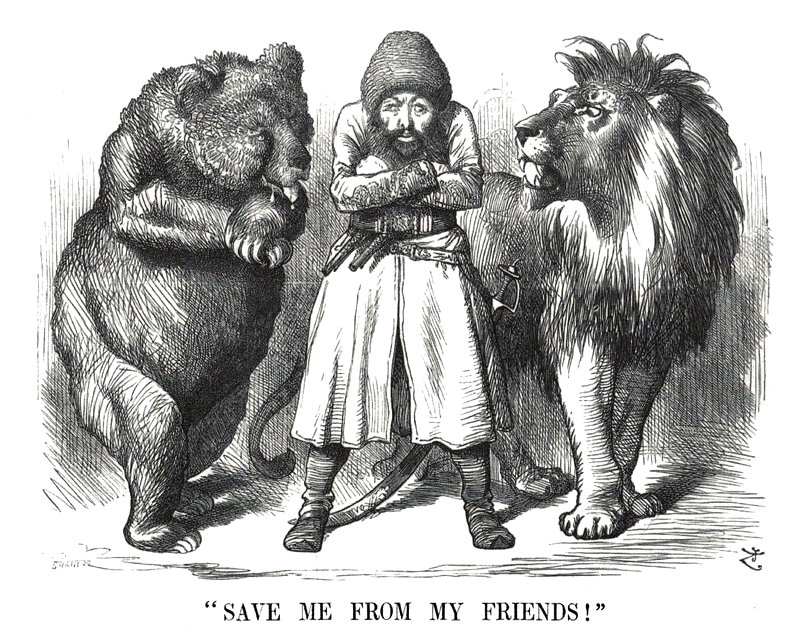
Vignetta sul Grande Gioco in Afghanistan

Pelliot approvò la partecipazione di Mannerheim a tal punto che si offrì come informatore per lo Stato Maggiore russo. In cambio, il ricercatore francese chiese ed ottenne un passaggio sulla ferrovia transcaspica al prezzo di diecimila franchi ed in più una scorta di cosacchi.

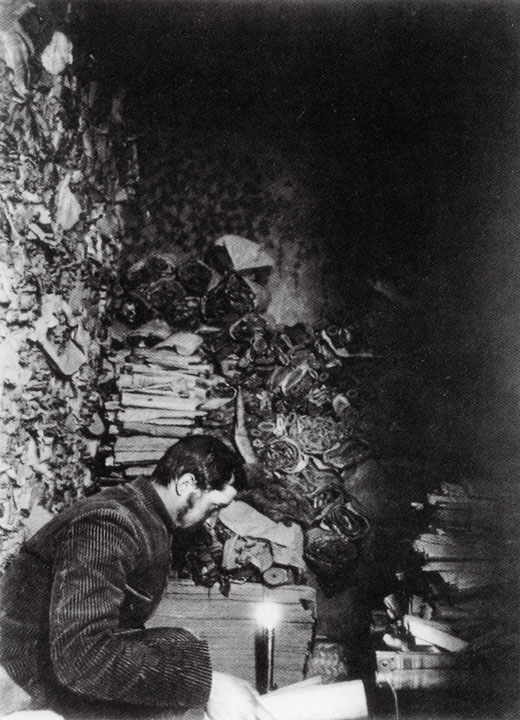
Pelliot esamina dei manoscritti nelle Grotte di Mogao

La spedizione si diresse verso il Turkestan Cinese inizialmente per ferrovia attraverso Tashkent verso Andijan, dove salirono su dei carri diretti ad Osh. Da qui, superarono la catena montuosa dell'Alaj nel sud del Kirghizistan in direzione della Cina attraversando il passo di Taldyk e il passo di Irkeshtam. Nei pressi della città di Gulcha, la spedizione incontrò Kurmanjan Datka, la famosa Regina Musulmana di Alaj, e posò per una foto con lei. L'intesa fra Mannerheim e Pelliot non durò molto e i due si separarono due giorni dopo aver lasciato il passo di Irkeshtam. La spedizione francese arrivò a Kashgar verso la fine di agosto e soggiornò press il console generale russo. Pelliot stupì i funzionari cinesi del luogo per il suo fluente esprimersi in cinese (solo una delle 13 lingue da lui parlate). Il suo farsi ben capire era diretto ad ottenere buoni prezzi per ottenere forniture (come una iurta) che erano ritenute irraggiungibili.
Dopo aver lasciato Kashgar, Pelliot e i suoi si fermarono a Tumchouq. Da qui, proseguì per Kucha, dove trovò degli scritti in Lingua tocaria. Quest scritti vennero in seguito tradotti da Sylvain Lévi, già professore di Pelliot. Dopo Kucha, Pelliot si diresse ad  Ürümqi, dove incontrò Duke Lan, il cui fratello era stato uno dei capi della Ribellione dei Boxer. Duke Lan, che era stato il vice capo della  gendarmeria di Pechino ed aveva partecipato all'assedio delle legazioni, ora era in esilio ad Ürümqi.
Mentre era ad Ürümqi, Pelliot ricevette da Duke Lan un manoscritto proveniente da un ritrovamento fatto nell'oasi di Dunhuang. Riconoscendone il valore archeologico, Pelliot partì subito per Dunhuang ma vi giunse solo mesi dopo che Aurel Stein aveva già studiato il sito.
Mentre era a Dunhuang, Pelliot riuscì ad ottenere dal monaco buddista Wang l'accesso al deposito segreto contenente un enorme tesoro di manoscritti antichi che Aurel Stein aveva già osservato. Come per la iurta ottenuta facilmente a Kashgar, si ritiene che anche per i manoscritti di Dunhuang abbia giocato un ruolo importante il fluente cinese parlato da Pelliot. Dopo tre settimane di analisi dei manoscritti, spesso al ritmo di mille al giorno, Pelliot convinse Wang a vendergli una selezione dei più importanti reperti. Wang, interessato a continuare la ristrutturazione del suo monastero, accettò per una somma di 500 Tael.

## Rientro in Francia e ultimi anni di vita
Pelliot ritornò a Parigi il 24 ottobre 1909 mentre era in corso contro di lui una feroce campagna diffamatoria montata da Édouard Chavannes (un collega sinologo) e dal personale dell'École. Pelliot venne accusato di aver sprecato denaro pubblico e di aver riportato in patria dei manoscritti falsi. Questa campagna raggiunse il culmine  con un articolo del dicembre 1910 pubblicato da M. Fernand Farjenel su ‘' La Revue Indigène'’. Queste accuse vennero dimostrate false solo nel 1912 quando fu pubblicato il libro di Sir Aurel Stein, ‘'Ruins of Desert Cathay'’. In questo libro Stein spiegò di aver lasciato a Dunhuang proprio quei manoscritti recuperati da Pelliot. Il libro di Stein vendicò Pelliot e zittì i critici circa l'operato di Pelliot.
Pelliot collaborò per molti anni alla prima rivista internazionale di sinologia,‘'T'oung Pao'’ e ne divenne l'editore nel 1920.
Durante la I guerra mondiale, Pelliot prestò servizio come addetto militare a Pechino.
Paul Pelliot morì di cancro nel 1945. Alla sua morte, quale epigrafe, fu detto: “Senza di lui, la sinologia è rimasta orfana.”
Nel Museo Guimet di Parigi vi è una sala intitolata a Pelliot.

## Opere e pubblicazioni
- Pelliot (with E. Chavannes), "Un traité manichéen retrouvé en Chine", Journal asiatique 1911, pp. 499–617; 1913, pp. 99–199, 261-392.
- " Les influences iraniennes en Asie Centrale et en Extrême-Orient," Revue d'histoire et de littérature religieuses, N.S. 3, 1912, pp. 97–119.
- "Mo-ni et manichéens," Journal asiatique 1914, pp. 461–70.
- "Le 'Cha-tcheou-tou-fou-t'ou-king' et la colonie sogdienne de la region du Lob Nor", Journal asiatique 1916, pp. 111–23.
- "Le sûtra des causes et des effets du bien et du mal". Edité‚ et traduit d'après les textes sogdien, chinois et tibétain par Robert Gauthiot et Paul Pelliot, 2 vols (avec la collaboration de E. Benveniste), Paris, 1920.
- "Les Mongols et la Papauté. Documents nouveaux édités, traduits et commentés par M. Paul Pelliot"[collegamento interrotto] avec la collaboration de MM. Borghezio, Masse‚ and Tisserant, Revue de l'Orient chrétien, 3e sér. 3 (23), 1922/23, pp. 3–30; 4(24), 1924, pp. 225–335; 8(28),1931, pp. 3–84.
- "Les traditions manichéennes au Foukien," T'oung Pao, 22, 1923, pp. 193–208.
- "Neuf notes sur des questions d'Asie Centrale," T'oung Pao, 24, 1929, pp. 201–265.
- Notes sur Marco Polo, ed. L. Hambis, 3 vols., Paris 1959-63.
- Notes on Marco Polo, (English version), Imprimerie nationale, librairie Adrien-Maisonneuve, Paris. 1959-63
- "Recherches sur les chrétiens d'Asie centrale et d'Extrême-Orient I, Paris, 1973.
- "L'inscription nestorienne de Si-ngan-fou", ed. avec supléments par Antonino Forte, Kyoto et Paris, 1996.
- P. Pelliot et L. Ηambis, "Histoire des compagnes de Gengizkhan", vol. 1, Leiden, 1951.
- Marco Polo The Description of the World (with Arthur Christopher Moule) ISBN 4-87187-308-0
- Marco Polo Transcription of the Original in Latin (with Arthur Christopher Moule) ISBN 4-87187-309-9